# Torre d'Alfauir
La Torre d'Alfauir, es troba al centre de l'esmentada població (envoltada d'habitatges particulars), en la comarca de la Safor de la província de València. Es tracta d'un edifici militar, una torre defensiva, declarada Bé d'Interès Cultural, amb codi 46.25.023-004, i amb nombre d'anotació ministerial: R-I-51-0012129.

## Història
El lloc de l'alqueria d'Alfauir, històricament va pertànyer al senyor Alfons d'Aragó, Duc de Gandia i Marqués de Dénia, qui el 24 octubre 1390 va cedir el lloc proper de Cotalba a l'Orde dels Jerònims. Alfons V d'Aragó, va confirmar la donació reservant "el mer imperi o jurisdicció suprema". En 1424 es dona definitivament a la Comunitat religiosa les terres de l'Heretat. S'inclouen Alfauir i Rafalet de Bonamira. La torre es troba vinculada a la recaptació d'impostos per part de la Comunitat religiosa del monestir de Sant Jeroni de Cotalba i immediata a la casa senyorial que els monjos posseïen en el lloc.

## Descripció artística
La torre, presenta planta rectangular i una alçada d'aproximadament tretze metres, construïda amb fàbrica de tàpia i morter de calç. Aquesta torre va haver de ser l'original de defensa de l'alqueria islàmica prèvia a la Reconquesta, encara que l'aspecte amb què ha arribat fins a nosaltres es correspon amb una construcció del segle xv, reformada al xvii, que formaria part probablement d'una residència senyorial.
Els investigadors han arribat a la conclusió que la coberta originària de la torre era a dues aigües. A l'interior es conserva una escala de cargol i s'aprecien en els seus murs arcs de mig punt ara cegats. Actualment i des del segle xix es destina a l'ús d'habitatge unifamiliar. La torre es trobava envoltada d'una muralla que l'embolicava de la qual es conserven trams que es confonen amb el caseriu que l'envolta.